# Cine Manifest
Cine Manifest byl filmový kolektiv, aktivní v letech 1972 až 1978 v oblasti Sanfranciského zálivu (Bay Area). Jeho členy byli Eugene Corr, Peter Gessner, John Hanson, Judy Irola, Stephen Lighthill, Rob Nilsson a Steve Wax. Ti sdíleli politické přesvědčení, založené na marxismu, a plánovali spojit své schopnosti a točit filmy odrážející jejich idealistické sociální a politické filozofie. Před ukončením činnosti stihli členové kolektivu natočit dva celovečerní filmy. První z nich, Over-Under Sideways-Down (1977), režírovali Corr, Gessner (později vyřazen) a Wax (Lighthill byl kameramanem) a pojednává o páru z dělnické třídy (Robert Viharo a Sharon Goldman). Tvůrci na film získali grant ve výši 200 000 dolarů a po dokončení byl vysílán na PBS. Druhý film Northern Lights režírovali Hanson s Nilssonem a kameramankou byla Irola. V té době kolektiv zanikl. V roce 2002 došlo k setkání šestice členů (kromě Gessnera, který už koncem sedmdesátých let opustil filmový průmysl). To vedlo k myšlence o natočení dokumentárního filmu o kolektivu. Ten režírovala Judy Irola a pod názvem Cine Manifest byl uveden v roce 2006 (později byl vydán i na DVD). Vystupuje v něm všech sedm členů kolektivu, včetně Gessnera.